# Aleksandru Longher
Aleksandru Robert Longher (sinh ngày 8 tháng 6 năm 2000) là một cầu thủ bóng đá người România thi đấu cho Dinamo București ở vị trí tiền vệ.